# Ernei (gmina)
Ernei – gmina w Rumunii, w okręgu Marusza. Obejmuje miejscowości Călușeri, Dumbrăvioara, Ernei, Icland, Săcăreni i Sângeru de Pădure. W 2011 roku liczyła 5835 mieszkańców.